# JJ湯姆遜山
JJ湯姆遜山（英語：Mount J. J. Thomson）是南極洲的山峰，位於維多利亞地，處於邦尼湖，由英國探險隊命名，包括縮寫是為了避免與阿倫湯姆森山混淆，現時由南極條約體系管理。